# La vida inútil de Pito Pérez (película de 1944)
La vida inútil de Pito Pérez es una película mexicana de 1944, basada en la novela homónima de José Rubén Romero. Fue dirigida por Miguel Contreras Torres y protagonizada por Manuel Medel. En 1948, Medel volvió a representar el mismo personaje para la película Pito Pérez se va de bracero, bajo la dirección de Alfonso Patiño Gómez.

## Argumento
Está basado en la novela de José Rubén Romero, que narra las vivencias de Pito Pérez, sus amores y desdichas. Pito Pérez es un antihéroe, borracho y vagabundo que llega a trabajar como responsable de boticas y acólito de sacerdotes.

## Reparto
- Manuel Medel como Pito Pérez
- Elvia Salcedo como Chucha
- Katy Jurado como Soledad
- Dolores Tinoco como Doña Jovita
- Manuel Arvide como Daniel Román
- Salvador Quiroz como don Santiago
- Conchita Gentil Arcos como la tía Cliseria
- Eduardo Arozamena como el padre Jureco
- Arturo Soto Rangel como un cura
- Lupita Torrentera como Irene
- Luis G. Barreiro como el doctor Ramón
- Ángel T. Sala como el receptor de rentas

## Producción
El argumento de la novela de José Rubén Romero fue adaptado como guion cinematográfico por el mismo director Miguel Contreras Torres. La música estuvo a cargo del maestro José Sabre Marroquín y la fotografía fue hecha por Ignacio Torres. La producción de Hispano Continental Films tuvo una duración de 110 minutos. El crítico de cine Manuel Ceballo consideró que la película era una “verdadera recreación” de la novela de José Rubén Romero.